# Nau Gaudí
La Nau Gaudí és un edifici industrial de Mataró, declarat bé cultural d'interès nacional. Formava part del conjunt fabril de la Cooperativa Obrera Mataronesa, també conegut com Ca l'Asensio, del qual es conserva també la xemeneia, catalogada com bé cultural d'interès local.

## Història

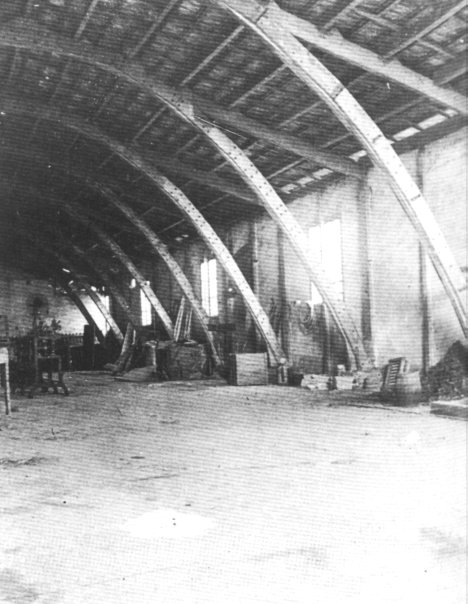
Arcs parabòlics de la nau

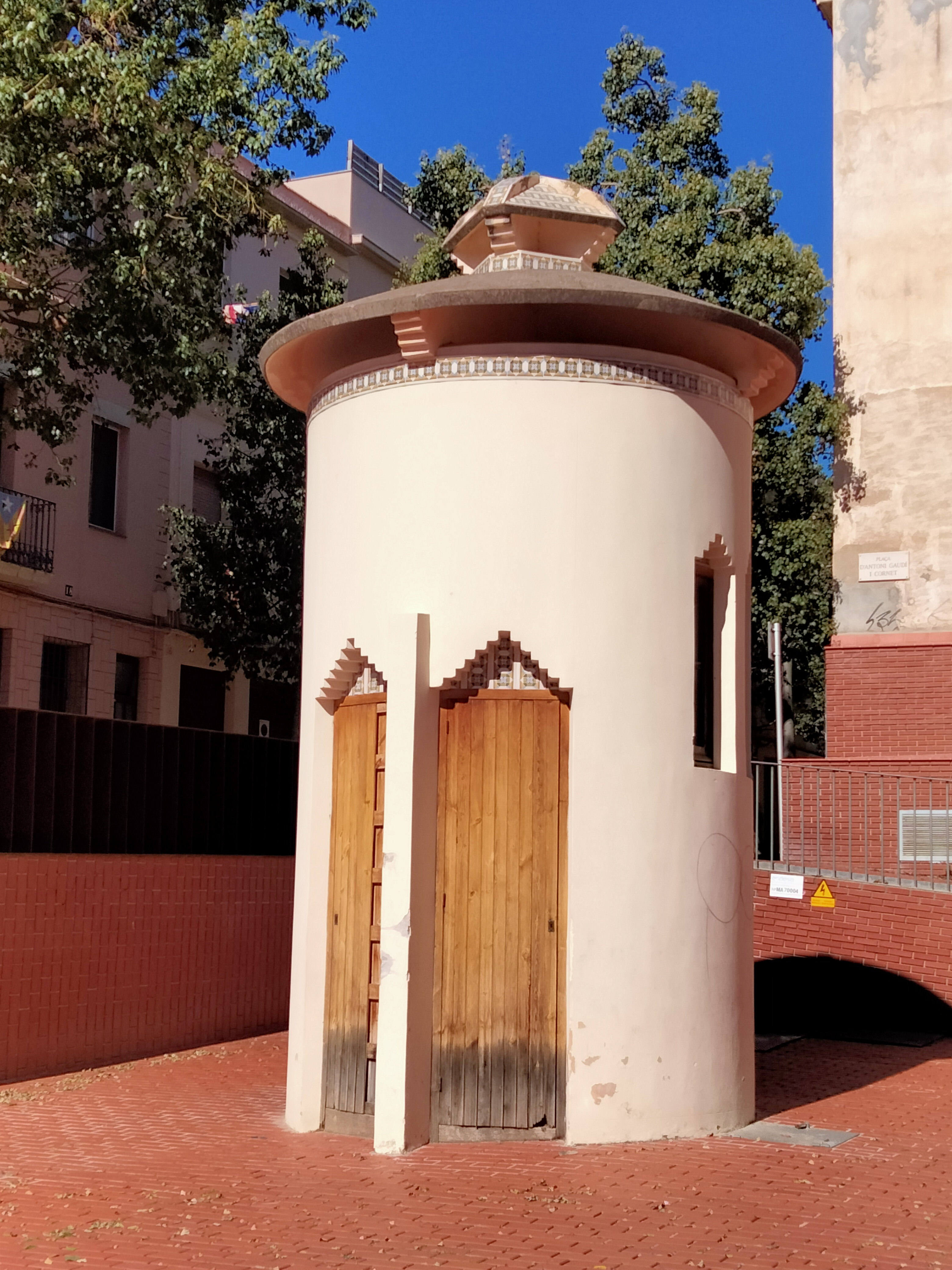
Els lavabos de la nau

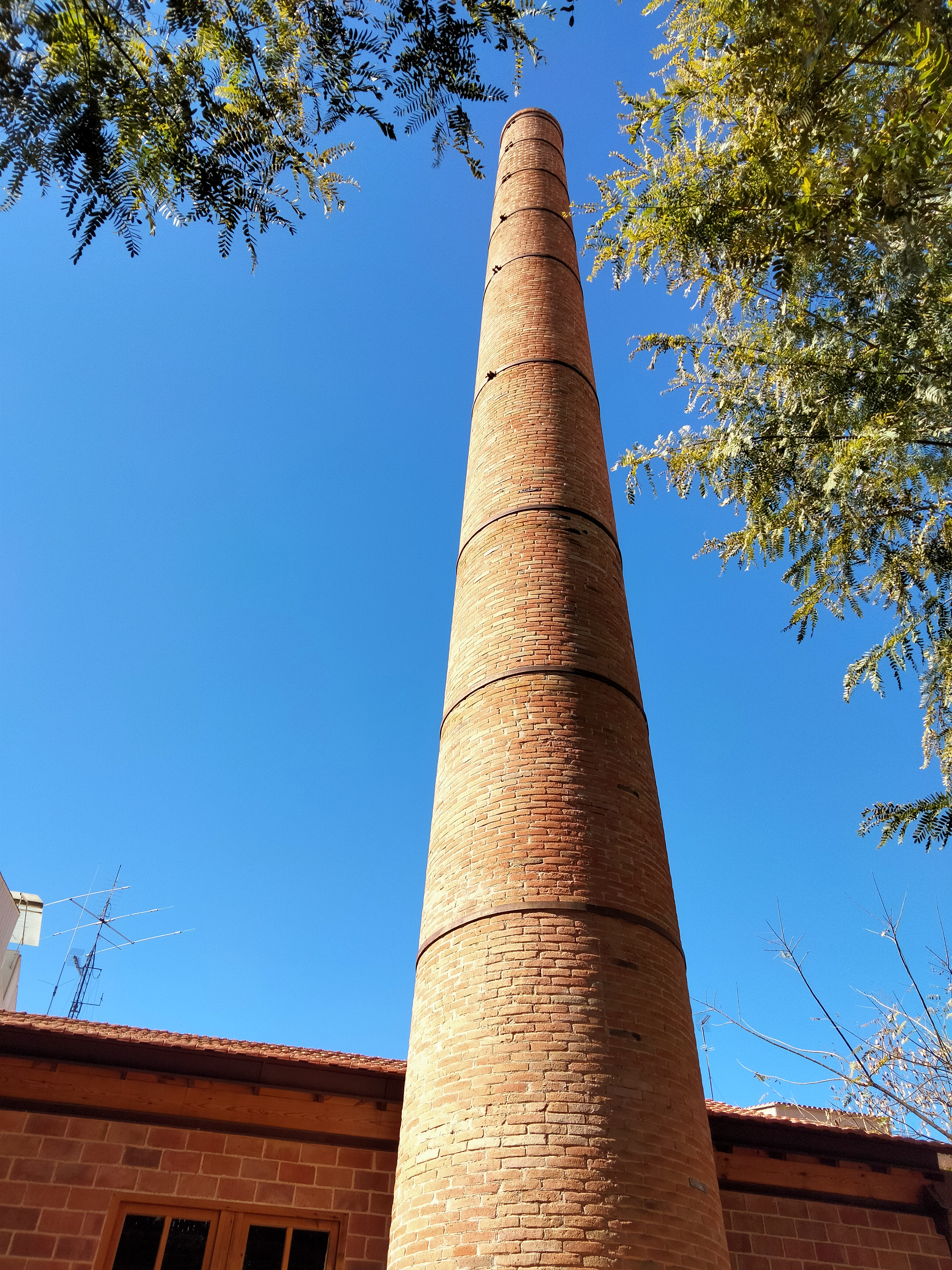
Xemeneia

La Cooperativa Obrera Mataronesa fou fundada l'any 1864 per l'industrial Salvador Pagès i Anglada, s'instal·là el 1869 en una antiga fàbrica de Gràcia i el 1875 es traslladà al seu terreny propi de Mataró, on el 1874 ja s'havia iniciat la construcció, encarregant-se de les obres l'enginyer Joan Brunet i Alsina.

### Obra primerenca de Gaudí
Gaudí començà a treballar en aquest projecte després d'aconseguir el títol d'arquitecte el 15 de març del 1878 i continuà fins al 1885, però segons consta als plànols, la seva activitat es divideix en dues etapes: la primera el 1878, amb una sèrie d'esbossos preliminars i d'estudis sobre el funcionament de les cooperatives, i la segona el 1883. El projecte incloïa, a més de les naus, tota una sèrie d'equipaments per al lleure dels obrers i de les seves famílies; així doncs una escola, un gimnàs, habitatges, biblioteca, etc. Més que per la seva qualitat arquitectònica, l'interès d'aquest treball de joventut rau en la significació que té l'apropament de Gaudí al socialisme utòpic durant aquella època.
El 1887, la fàbrica va fer fallida i fou adquirida pel fabricant de Vilassar Barera. A començament del segle xx passà a mans de l'empresa Asensio SA, que hi mantingué la producció fins a començaments dels anys 1990.

### Abandó i restauració
Abandonada i adquirida pel municipi a finals del segle xx, va ser restaurda i inaugurada el 26 de setembre del 2008 amb el nom de Nau Gaudí. Des de novembre del 2010 és la seu provisional del Museu d'Art Contemporani de Catalunya amb el fons de la col·lecció de Lluís Bassat.
El dia 23 de novembre de 2013 s'hi signà la Declaració de Mataró, un manifest per a la protecció del llegat de l'arquitecte Antoni Gaudí que van signar els propietaris de gran part de la seva obra arquitectònica. La voluntat d'aquest manifest és la protecció, preservació, estudi i divulgació de manera conjunta i coordinada de tot el llegat de l'arquitecte.

## Descripció
Es tracta de les restes de l'edifici projectat per Antoni Gaudí el 1878, el valor del qual radica a la utilització per primer cop dels arcs parabòlics muntats amb perns, dissenyats per Philibert de l'Orme. Aquesta seria una de les tècniques que dona més caràcter a tota l'obra arquitectònica de Gaudí de finals del segle xix i principis del xx. Les voltes parabòliques de la nau de blanqueig de la Cooperativa Obrera Mataronesa són de les primeres utilitzades en molts anys, i molts estudiosos de l'art li atribueixen uns orígens més remots que els arcs i voltes gòtiques.
La xemeneia és una construcció tronco-cilíndrica d'obra de fàbrica amb presència d'argolles de ferro que la reforcen. S'entrega a terra mitjançant una base poligonal.